# کوفی عنان
کوفی عطا عنان (به انگلیسی: Kofi Atta Annan) (زاده ۸ آوریل ۱۹۳۸ – درگذشته ۱۸ اوت ۲۰۱۸) یک دیپلمات کشور غنا و هفتمین دبیرکل سازمان ملل متحد از ۱۹۹۷ تا ۲۰۰۶ بود.
او نخستین سمتش در سازمان ملل را سال ۱۹۶۲ و در سازمان جهانی بهداشت به‌دست‌آورد. مدیریت کارمندان، مدیریت بودجه، قائم مقام کمیساریای عالی سازمان ملل متحد برای پناهندگان، معاونت مالی دبیرکل و رهبری گروه حافظ صلح سازمان ملل متحد، پست‌هایی بودند که او تا سال ۱۹۹۷ و رسیدن به دبیرکلی، آن‌ها را تجربه کرد.
کوفی عنان نخستین دبیرکل سازمان است که با گذراندن مدارجی در خود سازمان، به این سمت رسیده‌است. یک سال پیش از دبیرکلی، انتصاب عنان در رأس عملیات گروه صلح‌بان در بوسنی، او را به یکی از مهم‌ترین رهبران سازمان ملل تبدیل کرده بود. همزمان، بسیاری معتقدند هنگامی که خودداری سرسختانه ایالات متحده آمریکا از تأیید دور دوم دبیر کلی پطروس غالی باعث انتخاب کوفی عنان شد.
او نخستین کسی بود که از یک کشور آفریقای سیاه به سمت دبیر کلی رسید.

## زندگی

### آغاز زندگی و خانواده
کوفی عنان، فرزند ویکتوریا و هنری رجینالدو بود. عنان در بخش کفاندروس کوماسی، در کشور ساحل طلا (یکی از مستعمره‌های امپراتوری بریتانیا) به دنیا آمد. پدرش از فرمانداران محلی غنا و از اصیل‌زادگان قبیله «فانته» بود. او فرزند دوقلوی خانواده‌است. اتفاقی که در فرهنگ غنایی امری بسیار نادر تلقی می‌شود.
خانواده عنان خانواده‌ای مهم و با اصل و نسب بودند و پدربزرگ و عمویش رؤسای قبیله بودند. پدرش از دو نژاد آشانتی و فانتی و مادرش فانتی بود. پدر کوفی سال‌ها در شرکت صادرات کاکائوی برادران لور کارشناس امور صادرات بود.

### نام
خواهر دوقلوی کوفی، «افوآ عطا» (که در سال ۱۹۹۱ درگذشت) در نام میانی «عطا» با او شریک است. «عطا» در زبان‌های اکان فانته به معنای «دوقلو» است. همانند بیشتر نام‌های زبان اکانی، بخش اول نامش، بیانگر روزی در هفته‌است که در آن زاده شد: کوفی به معنای پسری است که در روز جمعه زاده شده‌است.
نام «عنان» می‌تواند به معنای چهارمین فرزند خانواده باشد. اما در خانوادهٔ کوفی، در زمان‌های قدیم، این نام به نام خانوادگی آن‌ها تبدیل شد و کوفی نیز آن را از والدینش گرفت. نام خانوادگی عنان بیشتر به شیوه نادرست خوانده می‌شود. مدت کوتاهی پس از رسیدن به مقام دبیرکل سازمان ملل، در مصاحبه‌ای در «رادیوی دولتی ملی» توضیح داد که نامش همانند (به انگلیسی: Cannon) خوانده می‌شود.

### تحصیل
از سال ۱۹۵۴ تا ۱۹۵۷ عنان به مدرسهٔ نخبگان فنتسیپم رفت. عنان می‌گفت در مدرسه آموخت که «بدبختی در همه جا دغدغهٔ مردم در همه جا است». در سال ۱۹۵۸ برای تحصیل دانشگاهی در رشتهٔ اقتصاد به دانشکدهٔ دانش و فناوری کوماسی رفت (که اکنون دانشگاه علمی فنی کوآمه کرومای نام دارد). وی با دریافت کمک هزینهٔ تحصیلی «تشکیلات فورد»، موفق به پایان دورهٔ کارشناسی در سال ۱۹۶۱ از «دانشگاه مک آلیستر» در سینت پل، مینه‌سوتا، ایالات متحده آمریکا شد. سپس از سال ۱۹۶۱ تا ۱۹۶۲ به تحصیل در مؤسسه عالی ژنو در ژنو، سوئیس پرداخت. بعدها از سال ۱۹۷۱ تا ۱۹۷۲ به تحصیل کارشناسی ارشد در رشته مدیریت فناوری اطلاعات «دانشکده مدیریت اسلون» پرداخت.
او همچنین مدرک مدیریت را اوایل دهه ۱۹۷۰ (میلادی) از مؤسسه فناوری ماساچوست گرفت.

### زندگی شخصی
گفته شده که عنان هر بامداد بی‌درنگ پس از بیدار شدن و پیش از انجام هر کاری دعا می‌کند. وی از ازدواج پیشین خود با «تیتی الاکیجی» نیجریایی دو فرزند (یک دختر و یک پسر به نام کوجو عنان) دارد. این زوج در اواخر دهه ۱۹۷۰ (میلادی) از یکدیگر جدا شدند.  همسر دوم او «نان لِگِرگِرِن» (متولد ۱۹۴۴ در استکهلم) که یک هنرمند و وکیل سوئدی است، در سال ۱۹۸۴ در کوزوو با عنان آشنا شد و با او ازدواج کرد. نان لگرگرن خواهرزاده ناتنی رائول والنبرگ است. «نان» از ازدواج پیشین خود یک فرزند به نام «نینا کرونستد دگروت» دارد.

### زبان‌ها
عنان مسلط به زبان‌های انگلیسی، فرانسوی، کرو (Kru) و دیگر لهجه‌های زبان اکان و زبان‌های آفریقایی است.

## فعالیت‌های آغازین
عنان در سال ۱۹۶۲به عنوان مدیر بودجه، به کار برای سازمان جهانی بهداشت پرداخت. از سال ۱۹۷۴ تا ۱۹۷۶ به عنوان سرپرست جهانگردی در غنا مشغول به کار شد. پس از آن دوباره به کار در سازمان ملل با عنوان مشاور دبیرکل در سه سمت مختلف پرداخت: مدیریت منابع انسانی، هماهنگ‌کننده امنیت از ۱۹۸۷ تا ۱۹۹۰، برنامه‌ریزی، دارایی و بودجه، بازرس امور مالی از سال ۱۹۹۰ تا ۱۹۹۲، و عملیات حفظ صلح از مارس ۱۹۹۳ تا فوریهٔ ۱۹۹۴.

### انتقادها
رومیو دالر ارتشبد پیشین و فرماندهٔ نیروهای مأموریت امداد سازمان ملل به رواندا در کتاب دست دادن با شیطان: سقوط انسانیت در رواندا نوشته‌است که عنان در نسبت به نسل‌کشی توتسی‌ها در رواندا، بیش از حد بی‌تفاوت بوده‌است. به نوشته دالر، معاون وزیر عملیات حفظ صلح وقت، نیروهای سازمان ملل را از مداخله برای حل و فصل اختلافات و فراهم کردن تجهیزات و تدارکات پشتیبانی بازداشت. برای نمونه، وی ادعا می‌کند که عنان از دادن هر گونه پاسخی به دورنگارهای مکرر دالر مبتنی بر درخواست برای دستیابی به انبار مهمات خودداری کرد. کاری که می‌توانست برای دفاع از توتسی‌ها و برای کمک به آن‌ها انجام دهد. از سوی دیگر، دالر، عنان را فردی بسیار متعهد و مسئول به اصول اساسی سازمان ملل می‌داند. ده سال پس از کشتار رواندا کوفی عنان اعتراف کرد که در این مورد کوتاهی کرده‌است.
در سال ۱۹۹۵ عنان به سمت نمایندگی دبیرکل جمهوری فدرال سوسیالیستی یوگسلاوی منصوب شد. از دیگر انتقادها به او نسل‌کشی ۸ هزار بوسنیایی در جنگ بوسنی بود. او در این هنگام هم واکنش قابل توجهی نشان نداد. پس از پنج ماه خدمت در این سمت، دوباره در آوریل ۱۹۹۶ به فعالیت خود به عنوان معاون وزیر دبیرکل پرداخت.

## دبیرکل سازمان ملل متحد

### آغاز به کار
در ۱۳ دسامبر ۱۹۹۶ عنان به سمت دبیرکل شورای امنیت سازمان ملل انتخاب شد و این انتخاب، چهار روز بعد، با رأی‌گیری در مجمع عمومی سازمان ملل متحد تثبیت شد. بدون هیچ‌گونه تأخیری مراسم سوگند عنان اجرا شد و وی کار خود را در نخستین دورهٔ تصدی‌اش به عنوان دبیرکل در یکم ژانویهٔ ۱۹۹۷ به جای پطرس غالی آغاز کرد.
کوفی عنان پس از ورود، به تعدیل نیرو در سازمان ملل پرداخت و هزار نفر از از مجموع ۶ هزار نیروی انسانی دفتر سازمان در نیویورک را کم کرد. او با اجازه به آمریکا برای مداخله در جنگ بوسنی، مناسبات خوبی با دولت آمریکا پیدا کرد و با این رابطه خوب، تلاش کرد بدهی مالی آمریکا به سازمان ملل را دریافت کند.

### مبارزه با ایدز
در آوریل ۲۰۰۱ کوفی عنان پنج دیدگاه را برای «دعوت به همکاری» برای مبارزه با بیماری ایدز مطرح کرد. عنان، مبارزه با این بیماری را در اولویت برنامه‌های کاری خود به عنوان دبیرکل قرار داد. وی پیشنهاد پیدایش صندوق بین‌المللی سلامت و ایدز را برای تأمین هزینه‌های سنگین مورد نیاز کشورهای در حال توسعه برای مبارزه بحران ایدز داد.

### جایزه صلح نوبل
در ۱۰ دسامبر، سال ۲۰۰۱، عنان و سازمان ملل متحد به‌طور مشترک، جایزه صلح نوبل را به خاطر فعالیت‌هایشان برای دستیابی به جهانی سازمان یافته‌تر و صلح‌آمیزتر دریافت کردند.

### جنگ عراق
عنان در طول زمان تبلیغات برای حمله به عراق در سال ۲۰۰۳ از ایالات متحده و بریتانیا خواست تا بدون تأیید سازمان ملل به عراق حمله نکنند. در سپتامبر ۲۰۰۴ در مصاحبه‌ای با شبکه بی‌بی‌سی از عنان دربارهٔ قانونی بودن این حمله پرسیدند و او پاسخ داد: «از دیدگاه شورای امنیت سازمان ملل و ملت عراق و همچنین از دیدگاه منشور ملل متحد این حمله، غیرقانونی است.» حمله به عراق به تیرگی رابطه کوفی عنان با آمریکا انجامید.

### جنگ سودان
عنان از اعزام گروه حافظ صلح سازمان ملل به جنگ دارفور در سودان پشتیبانی کرده و با دولت سودان برای قبول واگذاری قدرت از گروه حافظ صلح اتحادیهٔ آفریقا به گروه حافظ صلح سازمان ملل مذاکره کرد.

### حقوق زنان
کوفی عنان به همکاری با کشورهای عرب و مسلمان دربارهٔ حقوق زنان و دیگر موضوعات پرداخت.

### تمدید دبیرکلی
در یکم ژانویهٔ ۲۰۰۲ دورهٔ دبیرکلی عنان، با انحراف غیرمعمولی از سیاست غیررسمی، تمدید شد. این مسئولیت باید به‌طور معمول به نوبت از قاره‌ای به قارهٔ دیگر منتقل شود و از هر قاره‌ای، دبیرکل تنها می‌تواند دو دورهٔ متوالی این سمت را اختیار کند. از آن جایی که متصدی پیش از عنان (پطرس غالی) نیز از قارهٔ آفریقا بود، بنابراین، عنان اصولاً باید تنها یک دوره در سمت خود باقی می‌ماند و انتخاب دوبارهٔ وی، نشان‌دهندهٔ وجهه و توانایی ویژه اوست.

### سخنرانی تودیعی
در ۱۹ سپتامبر ۲۰۰۶، عنان با نزدیک شدن زمان بازنشستگی‌اش، سخنرانی تودیعی خود را ارائه داد. وی در سخنرانی خود، سه مسئله را که به باور او در دوران دبیرکلی‌اش «نه تنها حل نشد، بلکه شدّت نیز یافت» را «اقتصاد ناعادلانهٔ جهان، نابسامانی و آشفتگی در دنیا، و بی‌اعتنایی گسترده به حقوق بشر و حاکمیت قانون» می‌داند. وی همچنین به خشونت و ناآرامی در آفریقا، و ستیز عرب‌ها و اسرائیل، به عنوان دو مسئله‌ای که نیازمند توجه بیشتر هستند، اشاره کرد.

### جنجال‌ها

#### سوءاستفاده جنسی
در ژوئن سال ۲۰۰۴، دفتر خدمات نظارت داخلی در گزارشی به عنان، رود لوبرس، عضو کمیساریای عالی پناهندگان سازمان ملل را به سوءاستفاده جنسی و سوء استفاده از قدرت متهم کرد. همچنین شکایاتی توسط یک عضو پیشین سازمان علیه ورنر بلتر مدیر کمیساریای عالی پناهندگان سازمان ملل، به خاطر آزار جنسی و بدرفتاری دریافت کرد. گزارش بازرسی‌ها مبنی بر آن بود که رود لوبرس به خاطر آزار جنسی گناه‌کار شناخته شده‌است، اما در مورد اتهام علیه یک مقام ارشد و دو شکایت دیگری که آن زن برایشان در اواخر سال پرونده تشکیل داده بود، اطلاعی به عموم داده نشد.
با وجود این، در ۱۵ ژوئیه، ۲۰۰۴، کوفی عنان، لوبرس را بی‌گناه دانست. اما رای وی تنها تا ماه نوامبر آن سال به قوت خود باقی ماند، زیرا در آن ماه، دفتر خدمات نظارت داخلی، گزارش سالانهٔ خود را مبنی بر گناه‌کار بودن لوبرس به مجمع عمومی سازمان ملل تحویل داد. پخش گستردهٔ این اخبار در رسانه‌های جمعی، موقعیت عنان را تضعیف کرد.
در ۱۷ نوامبر سال ۲۰۰۴، عنان گزارشی را برای تبرئه دیلیپ نائیو، معاون وزیر دبیرکل سازمان ملل در خدمات نظارت داخلی از اتهامات فساد سیاسی و اختلاس و آزار جنسی قبول کرد. برخی این عمل عنان را در مقابل پشتیبانی تأثیر از شاکی مربوط در جریان لوبرس می‌دانند.

#### برنامه نفت در برابر غذا
در دسامبر ۲۰۰۴ گزارشی مبنی بر دریافت حق‌الزحمه کوجو عنان، پسر دبیرکل، از شرکت سوئیسی بازرسی کوتکنای SA برای اجرای برنامه نفت در برابر غذا منتشر شد. کوفی عنان خواستار رسیدگی به این مورد شد. برای رسیدگی به این موضوع کوفی عنان کمیته مستقل رسیدگی برنامه نفت دربرابر غذای سازمان ملل را انتخاب کرد.رهبری این کمیته را رئیس فدرال رزرو آمریکا پل ولکر، با وجود ایمان بسیار به سازمان ملل به عنوان مدیر انجمن سازمان ملل ایالات متحده آمریکا بر عهده گرفت. عنان، در نخستین مصاحبه با کمیتهٔ بازرسی، اعتراف کرد که دیداری با شرکت Cotecna داشته‌است. کمی بعد در مصاحبه، وی گفت، به یاد می‌آورد که دو بار با مدیر اجرائی این شرکت «الی جورج مسی» دیدار کرده‌است. در گزارش پایانی که در ۲۷ اکتبر (چه سالی؟) ارائه شد، کمیتهٔ بازرسی کوفی عنان را از انجام هرگونه فعالیت غیرقانونی مبری دانست. اما ساختار مدیریتی سازمان ملل و دفتر نظارت شورای امنیت را متهم دانست؛ و به خواستار ایجاد دفتر اجرایی تازه‌ای برای به دست گرفتن مسئولیت‌های مالی و اجرائی شد. این گزارش فهرست شرکت‌های غربی و خاورمیانه‌ای را که به‌طور غیرقانونی از این برنامه سود برده بودند، اعلام کرد. برخی معتقدند که کارکرد این کمیته، با انگیزه‌های سیاسی بوده‌است.

#### درگیری با ایالات متحده
مارک ملک بروان صریحاً در سخنرانی ۶ ژوئن ۲۰۰۶ خود از رسانه‌های آمریکا انتقاد کرد. کوفی‌عنان در پشتیبانی از او گفت: «این عمل رایج آمریکا در استفادهٔ پنهانی از سازمان ملل به عنوان ابزار دیپلماتیک، آن هنگام که نتوان از این سازمان در برابر منتقدان داخلی‌اش پشتیبانی کند، ادامه پیدا نخواهد کرد… شما در هر دو صورت، پشتیبانی سازمان ملل را از دست می‌دهید». سفیر آمریکا جان بولتون در گفتگوی تلفنی به عنان گفت: «من شما را از سال ۱۹۸۹ می‌شناسم و به شما می‌گویم که این بدترین زمان است.»

### سند توسعه هزاره
کوفی عنان تدوین سند اهداف توسعه هزاره را بزرگ‌ترین دستاورد خود می‌دانست. در این سند برای اولین بار کشورهای مختلف در اموری چون فقر، نابرابری و مرگ و میر کودکان اهدافی در سطح جهانی تعریف کردند.

### توصیه‌ها برای تغییرات
در ۲۱ مارس، ۲۰۰۵، عنان گزارش تکمیل شدهٔ خود را با نام آ‍زادی در مقیاس گسترده‌تر تسلیم مجمع عمومی سازمان ملل کرد. عنان در این گزارش توصیه‌های مبنی بر گسترش شورای امنیت و دیگر تغییرات در سازمان ملل پیشنهاد کرد.
در ۷ مارس، ۲۰۰۶، وی طرح پیشنهادی خود را برای تغییر کلی کارمندان دفتری سازمان ملل به مجمع عمومی ارائه داد. عنوان این گزارش تغییرات سرمایه‌گذاری در سازمان ملل، دستیابی به سازمان جهانی قدرتمندتر بود.

## پس از بازنشستگی
کوفی عنان در هشتاد سالگی به بی‌بی‌سی گفته بود: «من کشف کرده‌ام که بازنشستگی کار سختی است.»

### کنیا
کوفی عنان پس از پایان دوره دبیرکلی، میانجی‌گری موفقی بین رایلا اودینگا رهبر حزب مخالف کنیا و موای کیباکی، رئیس‌جمهور پیشین کشور داشت. این میانجی‌گری به پایان درگیری‌ها در کنیا انجامید.

### سوریه
در سال ۲۰۱۲ به عنوان فرستاده ویژه سازمان ملل و اتحادیه کشورهای عرب در امور سوریه کار کرد.

### عقلای صلح
در سال ۲۰۱۳ به عنوان سومین رئیس گروه عقلای صلح برگزیده شد. نلسون ماندلا بنیان‌گذار این گروه بود.

### میانمار
در سال ۲۰۱۶ از سوی آنگ سان سو چی رئیس کمیسیون مستقل رسیدگی به آزار روهینگیا در میانمار (۲۰۱۶ تا کنون) شد.

## درگذشت
کوفی عنان در ۱۸ اوت ۲۰۱۸ در سن ۸۰ سالگی پس از مدتی بیماری در سوئیس درگذشت.

## جایزه‌ها و افتخارات
- دانشگاه علمی فنی کوآمه کرومای، کوماسی، دکترای افتخاری علوم، ۲۴ اوت ۱۹۹۸
- دانشگاه صلح تحت قیمومیت سازمان ملل، ریاست افتخاری، ۱۹۹۹
- دانشگاه لوند، دکترای افتخاری حقوق، ۱۹۹۹
- دانشگاه ملی ایرلند، دکترای حقوق، ۲۲ ژانویهٔ ۱۹۹۹
- دانشگاه فناوری در سدن، ۲۷ آوریل، ۱۹۹۹
- دانشگاه هاوارد، دکترای افتخاری علوم انسانی، ۸ می، ۱۹۹۹
- دانشگاه نتردام، دکترای افتخاری ادبیات، ۲۱ می، ۲۰۰۰
- دانشگاه ستون هال، دانشکدهٔ دیپلماسی و روابط بین‌المللی جان‌سی. وایت هد، دکترای افتخاری، فوریهٔ ۲۰۰۱
- دانشگاه بروان، دکترای افتخاری حقوق، ۲۸ می، ۲۰۰۱
- دانشگاه آزاد برلین، دکترای افتخاری، ۱۳ژوئیه، ۲۰۰۱
- بنیاد نوبل، جایزهٔ صلح نوبل، مشترکاً برای کوفی عنان و سازمان ملل، ۲۰۰۱
- دانشگاه نورث وسترن، دکترای حقوق، ۲۱ ژوئن، ۲۰۰۲
- برندهٔ نشان شجاعت از موزه یادبود جان اف. کندی، ۲۰۰۲
- دانشگاه خنت، (بلژیک)، دکترای افتخاری، ۲۱ مارس، ۲۰۰۳
- دانشگاه کارلتون، دکترای افتخاری حقوق، ۹ مارس، ۲۰۰۴
- دانشگاه اتاوا، دکترای مدرک دانشگاهی، ۹ مارس، ۲۰۰۴
- دانشگاه پنسیلوانیا، دکترای افتخاری حقوق، ۱۶ می، ۲۰۰۵
- گردنبند باشکوه درجهٔ افتخاری آزادی پرتغال، ۱۱ اکتبر، ۲۰۰۵
- دانشگاه نووا دولیزوبا، دکترای افتخاری، ۱۲ اکتبر، ۲۰۰۵
- دانشگاه توکیو، دکترای افتخاری، ۱۸ می، ۲۰۰۶
- درجه افتخاری لیون هلند، صلیب بزرگ، ۲۰۰۶

### سخنرانی‌ها
- اظهارات کوفی عنان دبیرکل سازمان ملل
- سخنرانی برنده جایزه صلح نوبل

| جایگاه در سازمان بینادولتی | جایگاه در سازمان بینادولتی                                  | جایگاه در سازمان بینادولتی |
| -------------------------- | ----------------------------------------------------------- | -------------------------- |
| پیشین: پطرس غالی           | دبیرکل سازمان ملل متحد ۱۹۹۷–۲۰۰۶                            | پسین: بان کی‌مون            |
| منصب جدید                  | فرستادهٔ سازمان ملل متحد و اتحادیه کشورهای عرب به سوریه ۲۰۱۲ | پسین: اخضر ابراهیمی        |